# Postnasale drip
Postnasale drip  of rhinorrhoe posterior, in het Nederlands soms ook postnasaal druppelen/druipen genoemd, is een aandoening waarbij er te veel neusslijm wordt geproduceerd, dat via de nasofarynx naar de keelholte loopt. De patiënt moet daardoor vaak overtollig slijm doorslikken of uitspugen. Vaak levert postnasale drip een gevoel op alsof de keel dichtzit (globusgevoel). In ernstigere gevallen kan sprake zijn van heftige benauwdheid, waarbij de patiënt soms het gevoel heeft te stikken.
Postnasale drip kan soms halitose veroorzaken. Ook andere luchtwegaandoeningen zoals astma kunnen erdoor verergeren. 

## Oorzaken
De oorzaak van postnasale drip is vaak een bijholteontsteking. Ook allergie van de bovenste luchtwegen en de aanwezigheid van neuspoliepen werken postnasaal druppelen in de hand.

## Diagnose
Om postnasale drip vast te stellen volstaat meestal een eenvoudige inspectie van de keelholte. Om de precieze bron van de overmatige slijmproductie te achterhalen kan door middel van endoscopie in de neus- en bijholtes worden gekeken.

## Behandelingen
Behandeling is niet altijd noodzakelijk. Een mogelijke behandeling om de klachten te remmen bestaat uit het via de neus toedienen van ontstekingsremmende middelen zoals corticosteroïden.